# Antonio Rosetti
Antonio Rosetti (rojstno ime Franz Anton Rösler), nemški skladatelj, * 1750, Litoměřice, Češka, † 30. junij 1792, Ludwigslust.
Rosetti naj bi svojo prvo glasbeno izobrazbo prejel v jezuitskem samostanu. Leta 1773 je zapustil rojstno deželo in postal glasbenik v dvorni kapeli princa von Öttingen-Wallersteina, kjer je preživel nadaljnjih 16 let. Leta 1777 se je poročil z Rosino Neher, s katero je imel tri hčere. Leta 1781 je dobil dovoljenje za petmesečno bivanje v Parizu, kjer so mnogi odlični izvajalci tedanjega časa izvajali njegova dela. Leta 1789 je postal kapelni mojster grofa Mecklenburg-Schwerina. Bil je plodovit skladatelj, v času življenja je bilo izdanih 6 njegovih simfonij. Sicer med Rosettijeva najpomembnejša dela sodijo koncerti in vokalna dela. Njegov Rekvijem je bil izvajan ob Mozartovi spominski slovesnosti decembra 1791. Umrl je pol leta za Mozartom.
Muzikologi se soočajo s problemom avtorstva nekaterih njegovih del, ker je med njegovimi sodobniki delovalo več skladateljev s podobnim imenom, med drugim tudi Franciscus Xaverius Antonius Rössler.